# Euxoa campestris
Euxoa campestris là một loài bướm đêm thuộc họ Noctuidae. Nó được tìm thấy ở Newfoundland tới Alaska, phía nam đến New England và miền nam Canada từ miền nam Quebec phía tây đến British Columbia. Ở phía tây Loài này phân bố ởsouthward ở Dãy núi Rocky tới miền nam New Mexico, east-miền trung Arizona, và miền trung Utah. Ở phía đông nó xuất hiện ở Appalachians ở phía đông Kentucky và tây North Carolina.
Sải cánh dài 30–34 mm. Con trưởng thành bay từ tháng 7 đến tháng 9. Có một lứa một năm.